# Lipowiec (Grande-Pologne)
Pour les articles homonymes, voir Lipowiec.
Lipowiec (prononciation : [liˈpɔvjɛt͡s]) est un village polonais de la gmina de Koźmin Wielkopolski dans le powiat de Krotoszyn de la voïvodie de Grande-Pologne dans le centre-ouest de la Pologne.
Il se situe à environ 2 kilomètres au sud de Koźmin Wielkopolski (siège de la gmina), à 15 kilomètres au nord de Krotoszyn (siège du powiat) et à 75 kilomètres au sud-est de Poznań (capitale régionale).

## Histoire
De 1975 à 1998, le village faisait partie du territoire de la voïvodie de Kalisz.

Depuis 1999, Lipowiec est situé dans la voïvodie de Grande-Pologne.